# Nils Nilsson, hertig av Halland
Nils Nilsson, död 1251 var en dansk prins, son till prins Nils Valdemarsson och sonson till Valdemar Sejr.
Nils Nilsson var från 1241 hertig av Halland. Genom sin mor gjorde han vissa anspråk på Mecklenburg, vilka bidrog till Valdemar Sejrs tillfångatagande av Henrik av Schwerin.